# Đại học Công nghệ Hóa học Moskva Mendeleev
Trường Đại học Công nghệ Hoá học Moskva Mendeleev, (tiếng Nga: Росси́йский хи́мико-технологи́ческий университе́т и́мени Д. И. Менделе́ева (РХТУ), tiếng Anh: D. Mendeleev University of Chemical Technology of Russia ), là một trường đại học công nghệ chuyên về hoá học ở Moskva, Liên Bang Nga.

## Tổ chức

### Các viện nghiên cứu và phát triển
1. Viện Vật liệu tiên tiến và công nghệ na-nô (từ Khoa Hoá-lý kỹ thuật);
2. Viện Hoá học và các vấn đề phát triển bền vững;
3. Viện Kinh tế và Quản lý;
4. Viện Новомосковский РХТУ;
5. Viện Phát triển chuyên nghiệp.

### Các Khoa đào tạo
1. Khoa Công nghệ sinh học và Môi trường công nghiệp;
2. Khoa Khoa học tự nhiên;
3. Khoa Kỹ thuật Hoá học;
4. Khoa Công nghệ Hoá học;
5. Khoa Công nghệ Tin học và điều khiển;
6. Khoa Hoá dầu và Vật liệu polyme;
7. Khoa Công nghệ các hợp chất vô cơ và Vật liệu chịu nhiệt cao;
8. Khoa Hoá dược và các sản phẩm y sinh;
9. Khoa dự bị đại học;
10. Khoa Nhân văn.